# Centropus anselli
Il cucal del Gabon o  cuculo fagiano del Gabon (Centropus anselli Sharpe, 1874) è un uccello della famiglia Cuculidae.

## Distribuzione e habitat
Questo uccello vive in Camerun, Repubblica Democratica del Congo, Repubblica Centrafricana, Gabon, Congo, Guinea Equatoriale e Angola.

## Tassonomia
Centropus anselli non ha sottospecie, è monotipico.